# Браун, Брайан
Брайан Нитвей Браун (англ. Bryan Neathway Brown); род. 23 июня 1947, Сидней) — австралийский актёр.

## Биография
Брайан родился в Сиднее в семье пианиста Джона (Джека) и домохозяйки Молли Браун. Он вырос в юго-западном пригороде Сиднея — Бэнкстауне и начал работать в AMP. Позже начал выступать в любительских спектаклях, где и обнаружил страсть к актёрству.

## Карьера
В 1964 году Браун отправился в Англию играть небольшие роли в театре «Олд Вик», позже он вернулся в Австралию и стал членом Сиднейского театра «Genesian». В 1977 году он впервые дебютировал в кино, получив роль в местной короткометражке «Любовные письма с Теральбской дороги». Брайан ещё на протяжении двух лет продолжал сниматься в австралийских фильмах.
В 1980 году Браун становится известным и для международной аудитории за счёт роли в фильме «Правонарушитель Морант». Несмотря на то, что он продолжает сниматься в австралийских фильмах, он ещё снимается и в американском сериале «Город, похожий на Элис».
Брайан запомнился американской телевизионной аудитории как обладатель премий «Эмми» и «Золотой глобус» за роль в телесериале Поющие в терновнике. Позже он начал сниматься в более крупных фильмах, самые известные из них «Тайпан» с Джоан Чэнь, «Гориллы в тумане» с Сигурни Уивер, «Коктейль» с Томом Крузом, обе «Иллюзии убийства» с Брайаном Деннехи.
С 1990-х годов по наше время Браун снимается в американских и австралийских фильмах и постановках, а также в британских рекламных роликах.

## Награды
В 1989 году Браун был введён в Зал Славы Логи (англ. Logie Hall of Fame). Он получил награду Австралийского Фильмографического Института (англ. Australian Film Institute) за лучшую вспомогательную роль в 1980 году за роль в фильме «Правонарушитель Морант» и в 1999 за роль в фильме «Пальцы веером».
В 2005 году Браун стал членом Ордена Австралии за заслуги перед обществом, оказание помощи и поддержки семьям и молодым людям через благотворительные организации и за помощь в развитии австралийского кино и телевизионной индустрии.

## Личная жизнь
Брайан познакомился с Рейчел Уорд на съёмках сериала «Поющие в терновнике» в 1983. Они поженились через 3 месяца после съёмок. У них есть 3 ребёнка — Рози, Матильда и Джо. Матильда, как и её родители, выбрала актёрскую стезю.
Брайан Браун — ярый сторонник австралийского республиканизма.

## Фильмография
- Любовные письма с Теральбской дороги / The Love Letters from Teralba Road (1977)
- Third Person Plural (1978)
- Ирландец / The Irishman (1978)
- Weekend of Shadows (1978)
- Песнь Джимми Блэксмита / The Chant of Jimmie Blacksmith (1978)
- Кинофронт / Newsfront (1978)
- Развозчики денег / Money Movers (1978)
- Cathy’s Child (1979)
- The Odd Angry Shot (1979)
- Palm Beach (1980)
- Правонарушитель Морант / Breaker Morant (1980)
- Телепат / Stir (1980)
- Кровавые деньги / Blood Money (1980)
- Зима наших надежд / Winter of Our Dreams (1981)
- Far East (1982)
- Кости / Parker (1984)
- Передай привет Брод-стрит / Give My Regards to Broad Street (1984)
- Пустой пляж / The Empty Beach (1985)
- Бунтовщик / Rebel (1985)
- Иллюзия убийства / F/X — Murder by Illusion (1986)
- Тайпан / Tai-Pan (1986)
- Хорошая жена / The Good Wife (1987)
- The Shiralee (1987)
- Коктейль / Cocktail (1988)
- Гориллы в тумане / Gorillas in the Mist: The Story of Dian Fossey (1988)
- Кровавая клятва / Blood Oath (a.k.a. Prisoners of the Sun) (1990)
- Влюбленный гастролер / Sweet Talker (aka Confidence) (1991)
- Иллюзия убийства 2 / F/X 2: The Deadly Art of Illusion (1991)
- Во всём виноват посыльный / Blame It on the Bellboy (1992)
- Полный массаж тела / Full Body Massage (1995)
- Мертвое сердце / Dead Heart (1996)
- На границе / On The Border (1998)
- Дорогая Клаудиа / Dear Claudia (1999)
- Пальцы веером / Two Hands (1999)
- Мой гризли / Grizzly Falls (1999)
- На последнем берегу (2000)
- Риск / Risk (2000)
- Кефаль / Mullet (2001, voice)
- Стикс / Styx (2001)
- Грязные Делишки / Dirty Deeds (2002)
- А вот и Полли / Along Came Polly (2004)
- Декан Спэнли / Dean Spanley (2008)
- Кактус / Cactus (2008)
- Австралия / Australia (2008)
- Красивая Кейт / Beautiful Kate (2009)
- Love Birds (2011)
- Боги Египта / Gods of Egypt (2016)
- Рыжий: вся правда (2016)
- Сладостный край / Sweet Country (2017)

## Телевидение
- Against the Wind (сериал) (1978)
- Город, похожий на Элис / A Town Like Alice (1981)
- Поющие в терновнике / The Thorn Birds (1983)
- Eureka Stockade (1984)
- Ким / Kim (1984)
- The Shiralee (1987)
- Мертвец в воде / Dead in the Water (TV film) (1991)
- Девлин / Devlin (1992 film) (1992)
- Эпоха вероломства / Age of Treason (1993)
- Последнее убийство / The Last Hit (1993)
- Странник (сериал) / The Wanderer (1994 TV series) (1994, 13 серий)
- Полный массаж тела / Full Body Massage (1995)
- Twisted Tales (сериал) (1996)
- 20000 лье под водой / 20,000 Leagues Under the Sea (1997)
- Люди-собаки / Dogboys (1998)
- На границе / On the Border (TV Film) (1998)
- Путешествие к центру земли (телесериал) / Journey to the Center of the Earth (TV miniseries) (1999)
- На последнем берегу (фильм) / On the Beach (2000)
- След / Footsteps (TV film) (2003)
- Месть женщины средних лет / Revenge of the Middle-Aged Woman (2004)
- Нападение акул в весенние каникулы / Spring Break Shark Attack (2005)
- The Poseidon Adventure (2005)
- Путаница / Two Twisted (2006)
- Убийство в глуши / Joanne Lees: Murder in the Outback (2007)
- Человек, который стал лучше / Better Man (TV miniseries) (2013)
- Цветение / Bloom (2019—2020)
- Мальчик поглощает вселенную / Boy Swallows Universe (TV miniseries) (2024) - Артур "Слим" Холлидей